# Стенлі Джонсон (баскетболіст)
Стенлі Герберт Джонсон (молодший) (англ. Stanley Herbert Johnson Jr., нар. 29 травня 1996, Анагайм, Каліфорнія, США) — американський професіональний баскетболіст, легкий форвард, команди НБА «Сан-Антоніо Сперс». Гравець юнацьких збірних США.

## Ігрова кар'єра
На університетському рівні грав за команду Аризона (2014–2015).
2015 року був обраний у першому раунді драфту НБА під загальним 8-м номером командою «Детройт Пістонс». Професійну кар'єру розпочав 2015 року виступами за тих же «Детройт Пістонс», захищав кольори команди з Детройта протягом наступних 4 сезонів.
З лютого 2019 року виступав у складі «Нью-Орлінс Пеліканс».
11 липня 2019 року перейшов до «Торонто Репторз», у складі якої провів наступні 2 сезони своєї кар'єри. 13 травня 2021 року провів найрезультативніший матч у кар'єрі, набравши 31 очко у грі проти «Чикаго Буллз».
8 вересня 2021 року підписав контракт з «Чикаго», але був відрахований 16 жовтня. 15 листопада перейшов до фарм-клубу «Лос-Анджелес Лейкерс» — «Саут-Бей Лейкерс».
9 грудня 2021 року Джонсон підписав 10-денний контракт з «Чикаго Буллз». 11 грудня Джонсон разом з Айо Досунму був поміщений в протоколи охорони здоров'я та безпеки НБА. До закінчення контракту він так і не зіграв жодної гри за «Буллз».
Наступною командою в кар'єрі гравця була «Лос-Анджелес Лейкерс», за яку він відіграв один сезон — 24 грудня 2021 року Джонсон підписав 10-денний контракт з командою свого рідного міста, скориставшись винятком через важкі умови.  6 січня 2022 року з ним був підписаний другий 10-денний контракт, а 17 січня — третій 10-денний контракт. 26 січня Джонсон підписав дворічний контракт з «Лейкерс».
25 серпня 2022 року став гравцем «Юта Джаз», куди разом з Тейленом Гортон-Такером був обміняний на Патріка Беверлі. 15 жовтня був відрахований з команди.
12 грудня підписав контракт з «Сан-Антоніо Сперс».

## Статистика виступів

### Регулярний сезон
| Сезон             | Команда                | GP  | GS  | MPG  | FG%  | 3P%  | FT%  | RPG | APG | SPG | BPG | PPG |
| ----------------- | ---------------------- | --- | --- | ---- | ---- | ---- | ---- | --- | --- | --- | --- | --- |
| 2015–16           | «Детройт Пістонс»      | 73  | 6   | 23.1 | .375 | .307 | .784 | 4.2 | 1.6 | .8  | .2  | 8.1 |
| 2016–17           | «Детройт Пістонс»      | 77  | 1   | 17.8 | .353 | .292 | .679 | 2.5 | 1.4 | .7  | .3  | 4.4 |
| 2017–18           | «Детройт Пістонс»      | 69  | 50  | 27.4 | .375 | .286 | .772 | 3.7 | 1.6 | 1.4 | .2  | 8.7 |
| 2018–19           | «Детройт Пістонс»      | 48  | 7   | 20.0 | .381 | .282 | .804 | 3.6 | 1.3 | 1.0 | .3  | 7.5 |
| 2018–19           | «Нью-Орлінс Пеліканс»  | 18  | 0   | 13.7 | .418 | .324 | .692 | 2.3 | 1.6 | .7  | .1  | 5.3 |
| 2019–20           | «Торонто Репторз»      | 25  | 0   | 6.0  | .373 | .292 | .563 | 1.5 | .8  | .2  | .2  | 2.4 |
| 2020–21           | «Торонто Репторз»      | 61  | 13  | 16.5 | .382 | .328 | .800 | 2.5 | 1.5 | .9  | .3  | 4.4 |
| 2021–22           | «Лос-Анджелес Лейкерс» | 48  | 27  | 22.8 | .466 | .314 | .716 | 3.2 | 1.7 | .9  | .3  | 6.7 |
| Усього за кар'єру | Усього за кар'єру      | 419 | 104 | 20.1 | .384 | .300 | .754 | 3.1 | 1.5 | .9  | .2  | 6.3 |

### Плей-оф
| Сезон             | Команда           | GP | GS | MPG  | FG%  | 3P%  | FT%   | RPG | APG | SPG | BPG | PPG |
| ----------------- | ----------------- | -- | -- | ---- | ---- | ---- | ----- | --- | --- | --- | --- | --- |
| 2015–2016         | «Детройт Пістонс» | 4  | 0  | 20.3 | .522 | .600 | 1.000 | 4.0 | .0  | .3  | .0  | 8.0 |
| 2019–2020         | «Торонто Репторз» | 3  | 0  | 6.7  | .445 | .400 | 1.000 | 1.3 | 2.0 | .0  | .0  | 4.3 |
| Усього за кар'єру | Усього за кар'єру | 7  | 0  | 14.4 | .500 | .533 | 1.000 | 2.9 | .9  | .1  | .0  | 6.4 |